# 跑道 (体育)

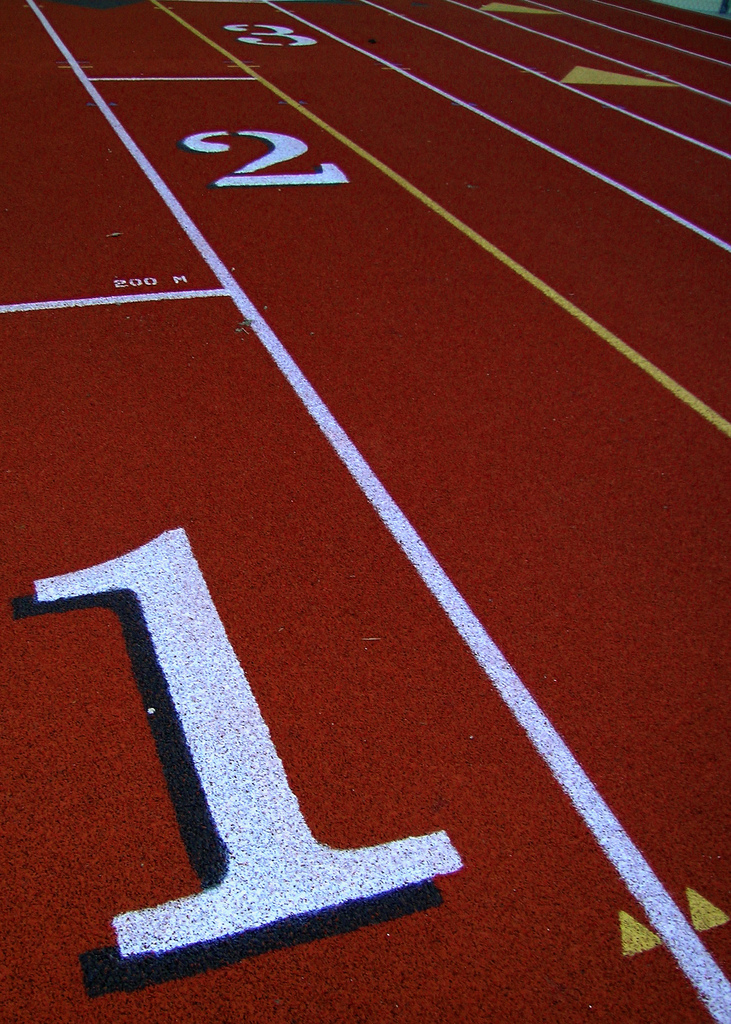
全天候跑道上之起跑線

跑道是指田徑運動中徑賽的比賽場地。現時國際上大多使用全天候跑道，跑道采用聚氨酯（PU）塑胶颗粒作为面层。全天候跑道的好處是平整度高，弹性好，可為選手提供一個不受恶劣天气影响的競賽場地。而過去曾有使用過泥地、草地、沙地和煤渣等鋪面的跑道。

## 沿革
從20世紀50年代末開始，橡膠和瀝青結合的人造跑道開始出現。為墨爾本1956年夏季奧運會建造了一條人工熱身賽道。
在20世紀60年代中期，3M公司推出塑胶跑道，而最初是為賽馬設計的。1968年夏季奥林匹克运动会的主場館墨西哥奥林匹克体育场鋪設的塑胶跑道是世界第一次有國際級賽事在此類跑道上进行，亦奠定塑胶跑道成為全球標準的地位。

## 規格

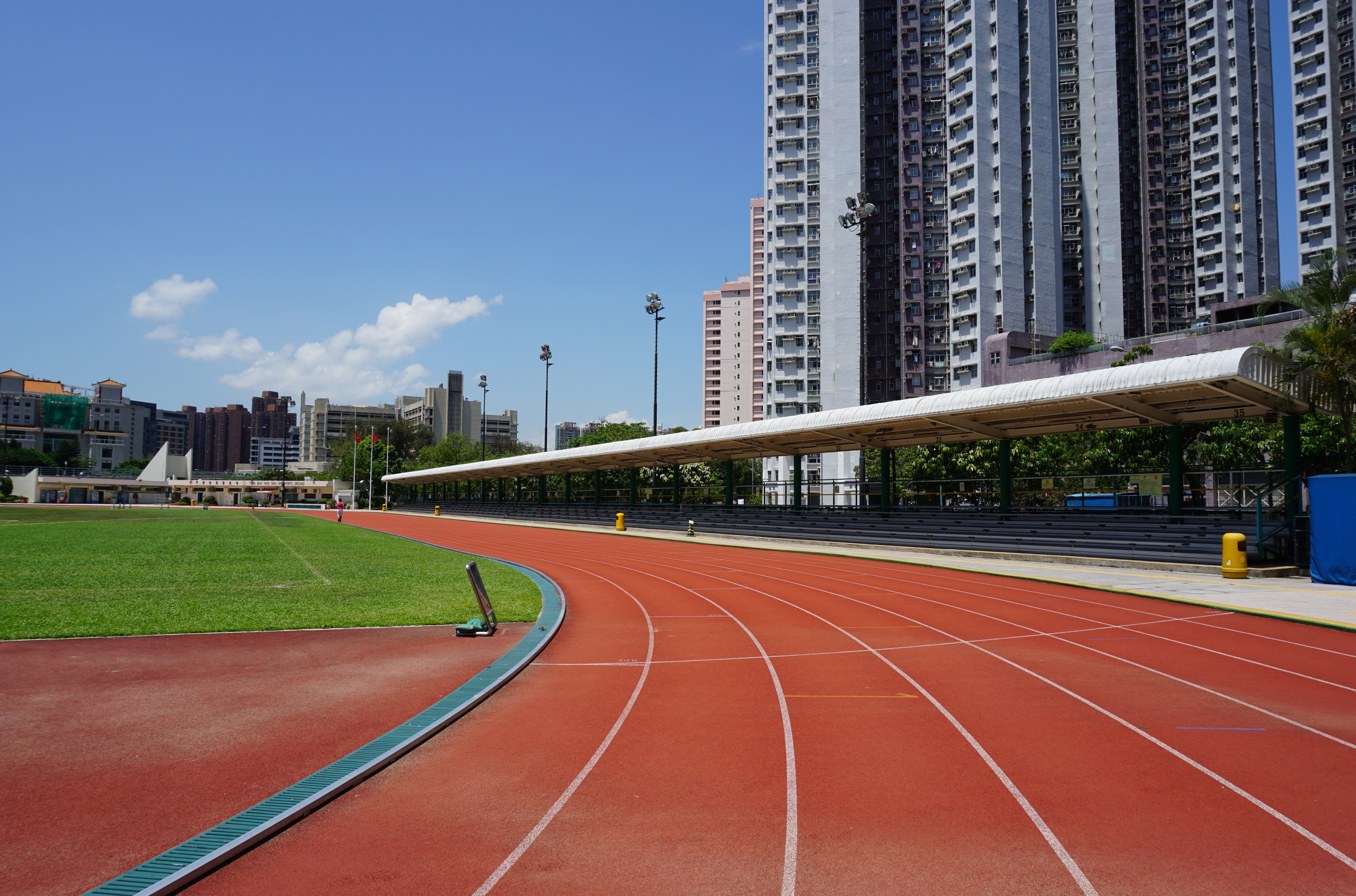
屯門鄧肇堅運動場之全天候跑道

跑道的第一條賽道之長度為400米（1,312.3呎）。而在某些舊式運動場跑道不是按照這個規範建造的，而是以英制丈量的，如440碼（402.336米）規格的跑道。
20世紀初期的奧運會田徑比賽場地之跑道仍有其他長度。在1979年修改規則之前，英制丈量的距離仍然在美國使用。
根據國際田聯規則，每條賽道應寬達122厘米（4呎） ，但大部分美國高中之賽道皆按照NFHS規範建造的，這些賽道允許更小的跑道。

### 線道丈量
| 線道 | 總長      | 半徑     | 半圓長度  | 起點前伸數 | 角度   |
| ---- | --------- | -------- | --------- | ---------- | ------ |
| 1    | 400.00 米 | 36.80 米 | 115.61 米 | 0.00 米    | 0.00°  |
| 2    | 407.67 米 | 38.02 米 | 119.44 米 | 3.83 米    | 5.78°  |
| 3    | 415.33 米 | 39.24 米 | 123.28 米 | 7.67 米    | 11.19° |
| 4    | 423.00 米 | 40.46 米 | 127.11 米 | 11.50 米   | 16.28° |
| 5    | 430.66 米 | 41.68 米 | 130.94 米 | 15.33 米   | 21.08° |
| 6    | 438.33 米 | 42.90 米 | 134.77 米 | 19.16 米   | 25.60° |
| 7    | 446.00 米 | 44.12 米 | 138.61 米 | 23.00 米   | 29.86° |
| 8    | 453.66 米 | 45.34 米 | 142.44 米 | 26.83 米   | 33.90° |
| 9    | 461.33 米 | 46.56 米 | 146.27 米 | 30.66 米   | 37.73° |

田徑場館佈局

国际田联田径场地设施标准手册规定标准的体育跑道内圈周长400米（1,312.3呎），其中弯道半径应为36.5米，直道要沿南北方向避免太阳位置低时的炫目影响。应有8条跑道，直道可有10条，每条跑道宽为1.22米，跑道内侧安全区域不少于1米，外侧最好也有1米的安全区，起跑区最少3米，冲刺缓冲段至少17米。跑道左右倾斜度最大不得超过1:100，跑的方向上的向下倾斜度不得超过1:1000。

## 賽跑方向
一般比赛跑道在比赛时是以逆时针赛跑竞技。1912年，国际田联成立之际，把赛跑的方向统一定为以左手为内侧，即逆时针，并列入田联规则，沿用至今，未作官方说明。其原因假说目前有：
- 心重说，人的心脏位于身体左侧，所以重心容易偏左
- 脚力说，人的跳跃等动作的起跳脚多是左脚，因为重心偏向左脚，所以向左转弯较容易。
- 大脑说，人脑左右半脑司职不同。多数人的左脑支配右半身的活动，右脑则支配左半身的活动，即交叉司职。左脑多为理性脑，右脑多为感性脑同时附加有运动控制。所以右侧身体较左侧更有运动性。
- 脚长说，科学测试表面多数人的左腿比右腿短